# Remolinos de Naruto

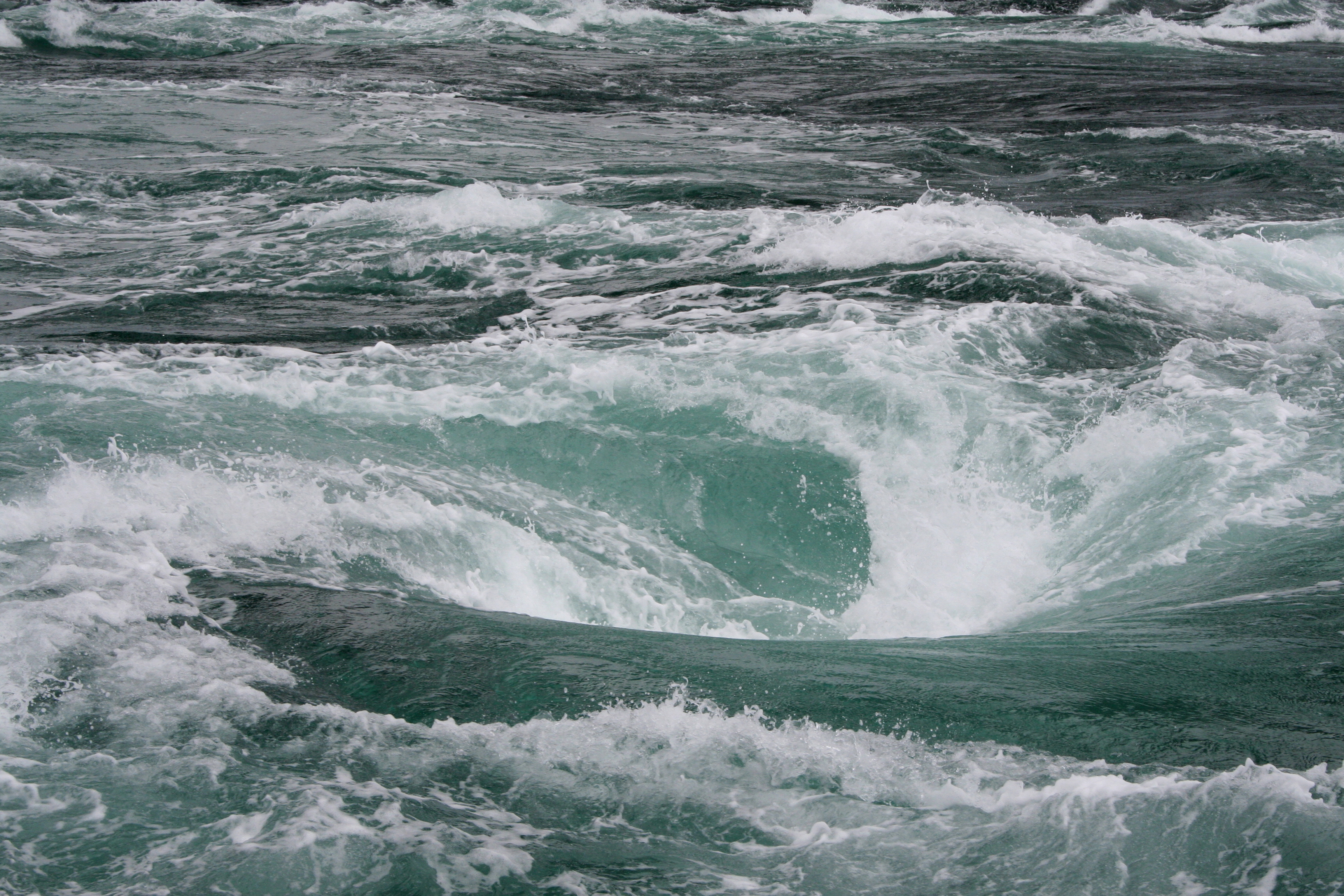
Remolinos de Naruto desde un barco turístico

Los remolinos de Naruto (鳴門の渦潮 Naruto no Uzushio?) son unos remolinos mareales que se producen diariamente en el estrecho de Naruto, un canal que separa la ciudad de Naruto y la isla de Awaji, en Japón.

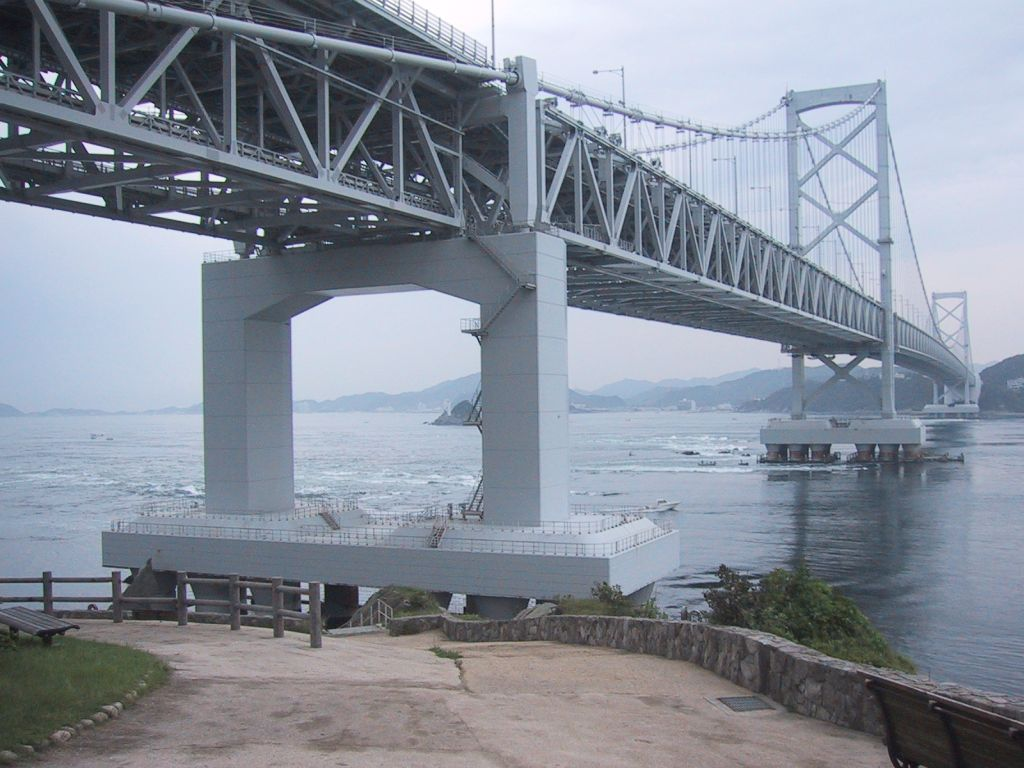
Estrecho de Naruto desde Awaji; la corriente fluye hacia la izquierda

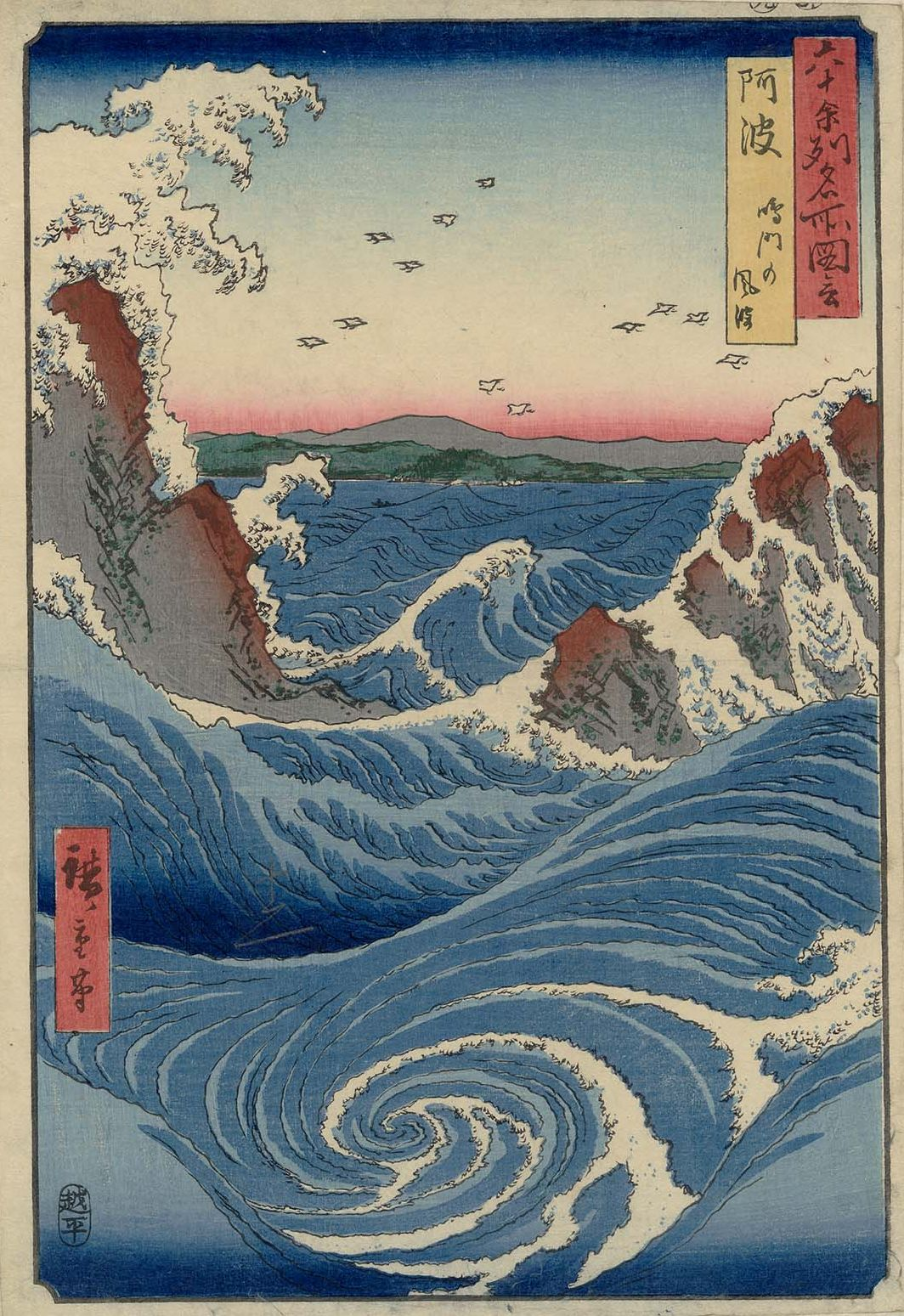
Los remolinos de Naruto en la provincia de Awa, grabado ukiyo-e de Hiroshige representando un remolino de Naruto.

El estrecho que separa Naruto de la isla de Awaji tiene una anchura de 1,3 km. Es una de las conexiones entre el océano Pacífico y el mar interior de Seto. La marea fluye desde el Pacífico hacia el mar Interior y de vuelta al Pacífico cuatro veces al día, desplazando ingentes cantidades de agua. Con una amplitud de 1,7 m, la marea produce una diferencia de nivel de hasta 1,5 m entre el mar Interior y el Pacífico. Debido a la estrechez del paso, el agua fluye por el estrecho de Naruto a una velocidad de 13 a 15 km/h, llegando a los 20 km/h durante las mareas vivas y formando remolinos de hasta 20 m de diámetro.
Estas corrientes marinas son las más rápidas en Japón y las cuartas más rápidas del mundo, tras las del estrecho Saltstraumen, cerca de Bodø, en Noruega, que alcanzan los 37 km/h; el Moskenstraumen, también conocido como Maelstrom, en las islas Lofoten, que alcanza 27,8 km/h; y las que producen el remolino llamado Old Sow whirlpool, en Nuevo Brunswick, Canadá, con una velocidad de hasta 27,6 km/h.
Los remolinos pueden verse desde los barcos turísticos o desde el puente de Ōnaruto, que cruza el estrecho. El puente, de tipo colgante, tiene una longitud total de 1 269 m, con un vano central de 876 m de largo y una altura de 41 m sobre el mar. También hay buenas vistas desde la costa en el lado de la isla de Awaji.